# Pfarrkirche Fieberbrunn

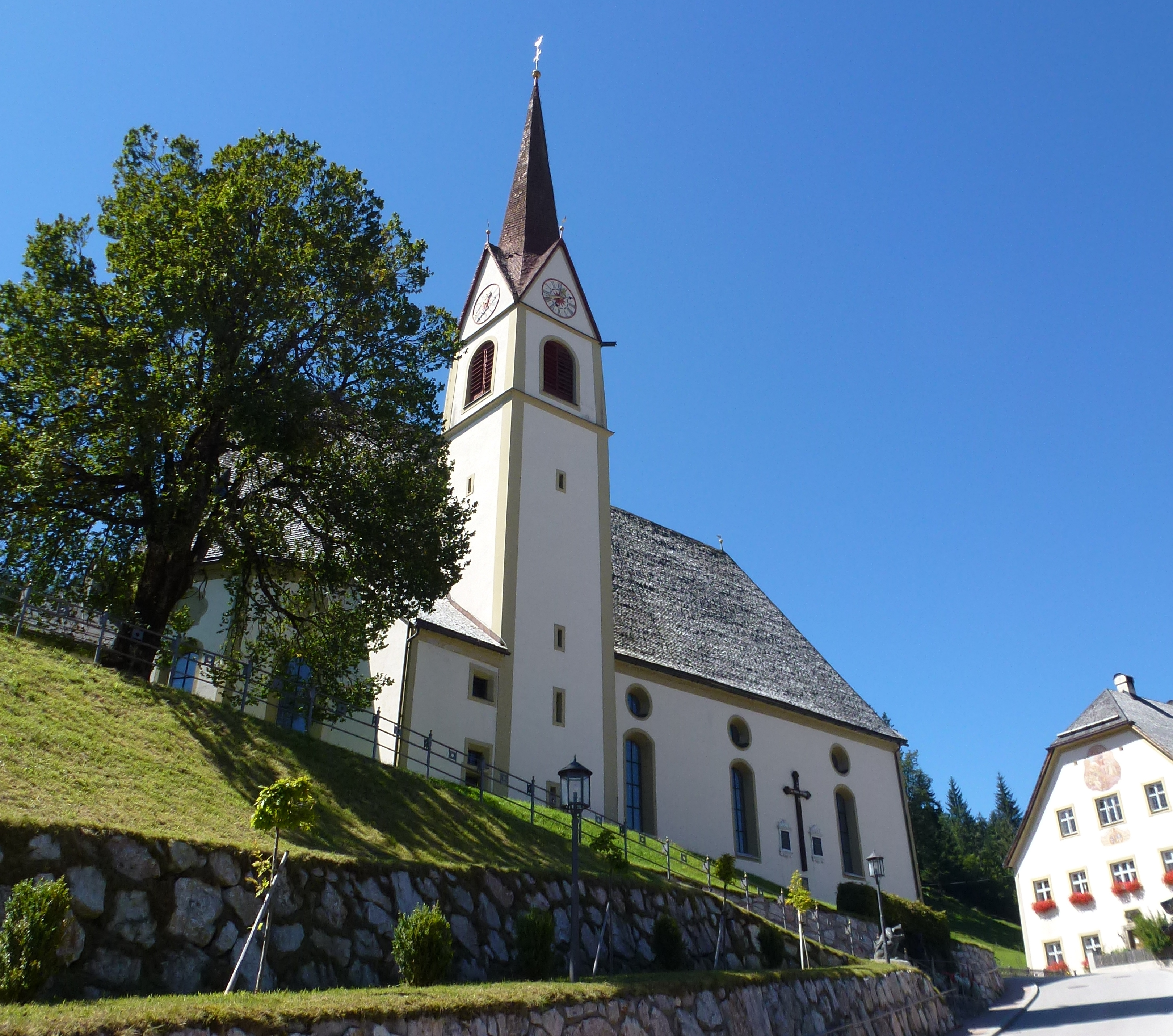
Die Pfarrkirche hll. Primus und Felizian in Fieberbrunn

Die römisch-katholische Pfarrkirche Fieberbrunn steht in der Marktgemeinde Fieberbrunn im Bezirk Kitzbühel in Tirol. Die den heiligen Primus und Felizian geweihte Pfarrkirche gehört zum Dekanat St. Johann in Tirol in der Erzdiözese Salzburg. Die Kirche steht unter Denkmalschutz (Listeneintrag).

## Lage
Die Pfarrkirche liegt im erhöhten Ortsteil Kirchweg und ist vom Friedhof und dem barocken Widum umgeben.

## Geschichte
Erstmals erwähnt wurde die Kirche 1445, als sie gerade im Bau war. Sie wurde am 17. Juni 1446 geweiht. 1516 erteilte Bischof Berthold Pürstinger die Erlaubnis, ständig eine heilige Messe zu feiern. Ab 1571 wurde vom Kloster Rott ein Priester gestellt, der die Kirche zunächst von der Mutterpfarre St. Ulrich am Pillersee aus betreute.
1642 wurde die Kirche durch Blitzschlag schwer beschädigt. Da sie außerdem zu klein für die durch den Bergbau stark angewachsene Bevölkerung war, ließ der Abt von Rott sie nach Plänen des Graubünder Baumeisters Lorenzo Sciasca umbauen und barockisieren. 1689 wurde der gotische Chor abgebrochen und durch einen zehneckigen Altarraum ersetzt. Das Langhaus wurde unter Beibehaltung der Nordmauer verbreitert und neu eingewölbt, der Turm wurde aufgestockt. 1855 wurde das Langhaus um 7 Meter nach Westen verlängert, zudem wurden die Gewölbe erhöht. Im selben Jahr erhielt die Kirche eine neoromanische Einrichtung von J. Schweinester aus Kössen. Am 8. September 1858 weihte Fürsterzbischof Maximilian von Tarnóczy die Kirche. 1889 wurde der Innenraum von Virgil Groder mit Seccomalereien versehen.
In den Jahren 1954/55 wurde die Kirche nach Plänen von J. Lackner und J. Wurzer umgestaltet. Dabei wurden die neuromanische Einrichtung und die Malereien entfernt und der Raum sehr nüchtern gestaltet. Von 1977 bis 1984 erfolgte die Rebarockisierung der Kirche unter den Architekten Peter Schuh und H. Hofmann. Dafür wurden unter anderem barocke Altäre und eine Kanzel aus Aschach an der Donau erworben und die Gewölbe von Wolfram Köberl in einem barockisierenden Stil ausgemalt.
Bis 1817 gehörte Fieberbrunn zum Bistum Chiemsee, seither zur Erzdiözese Salzburg. 1809 wurde es aus der Ur- und Mutterpfarre St. Ulrich ausgegliedert und eine eigenständige Pfarre. Die Priester waren ursprünglich Benediktiner des Klosters Rott, seit der Aufhebung des Klosters sind in Fieberbrunn Weltpriester tätig.

## Architektur

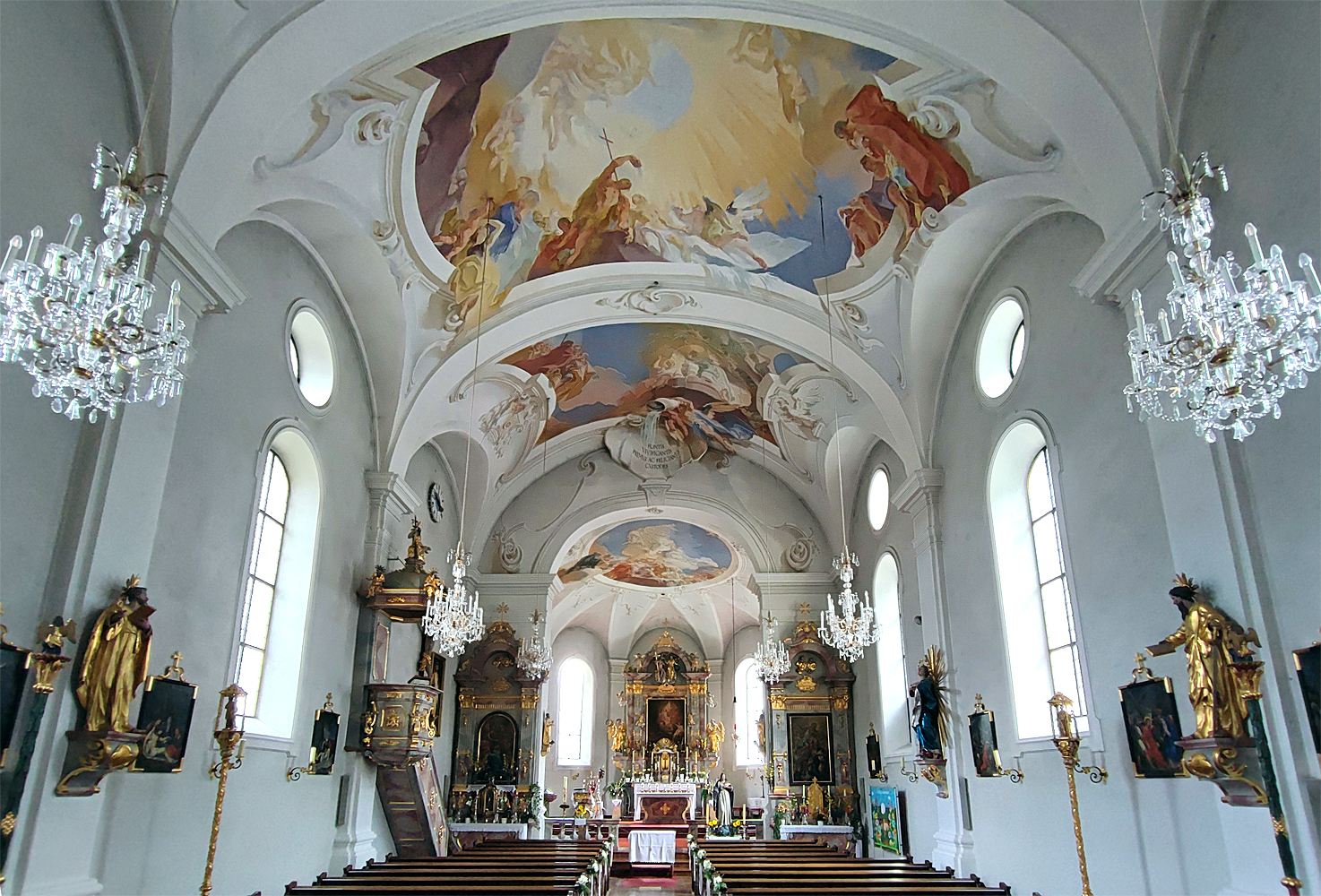
Pfarrkirche Fieberbrunn, Blick zum Chor

Die gotische barockisierte Kirche mit einem schlank proportionierten Bau umfasst ein vierjochiges Langhaus mit einem steilen Satteldach, welches westseitig hinter der Giebelfassade abgewalmt ist. Durch die Anbauten von Turm und Sakristeien im Außenbau kommt aufgrund der eigenwilligen Umrisslinie des polygonalen Chors nicht zur Geltung. Der schlanke Kirchturm ist an der Chornordseite angebracht und ist vom Glockengeschoß durch großen rundbogigen Schallfenstern mit Gesimsen gegliedert, darüber trägt er einen Giebelspitzhelm.
Die Westfassade besitzt eine breite Proportionierung und eine betonte Mittelachse. Der zweizonige Aufbau der Längswände hat Segmentbogenfenster. Die Figuren der Kirchenpatrone über dem Westportal wurden 1955 von Heinrich Müller geschaffen.
Der 37 Meter lange und 10 Meter breite Innenraum der Kirche ist stark durchlichtet und weist eine jochweise Gliederung sowie ein Tonnengewölbe mit kurzen Stichkappen auf, das über Pilastern mit Gurtbändern versehen ist und eine illusionistische Deckenmalerei zu einzelnen Kuppeljochen. Im Westen befindet sich eine Doppelempore über konisch geschnittenen Pfeilern mit profilierten Kapitellen. Der Boden ist mit rotem Adneter Marmor belegt.

## Ausstattung

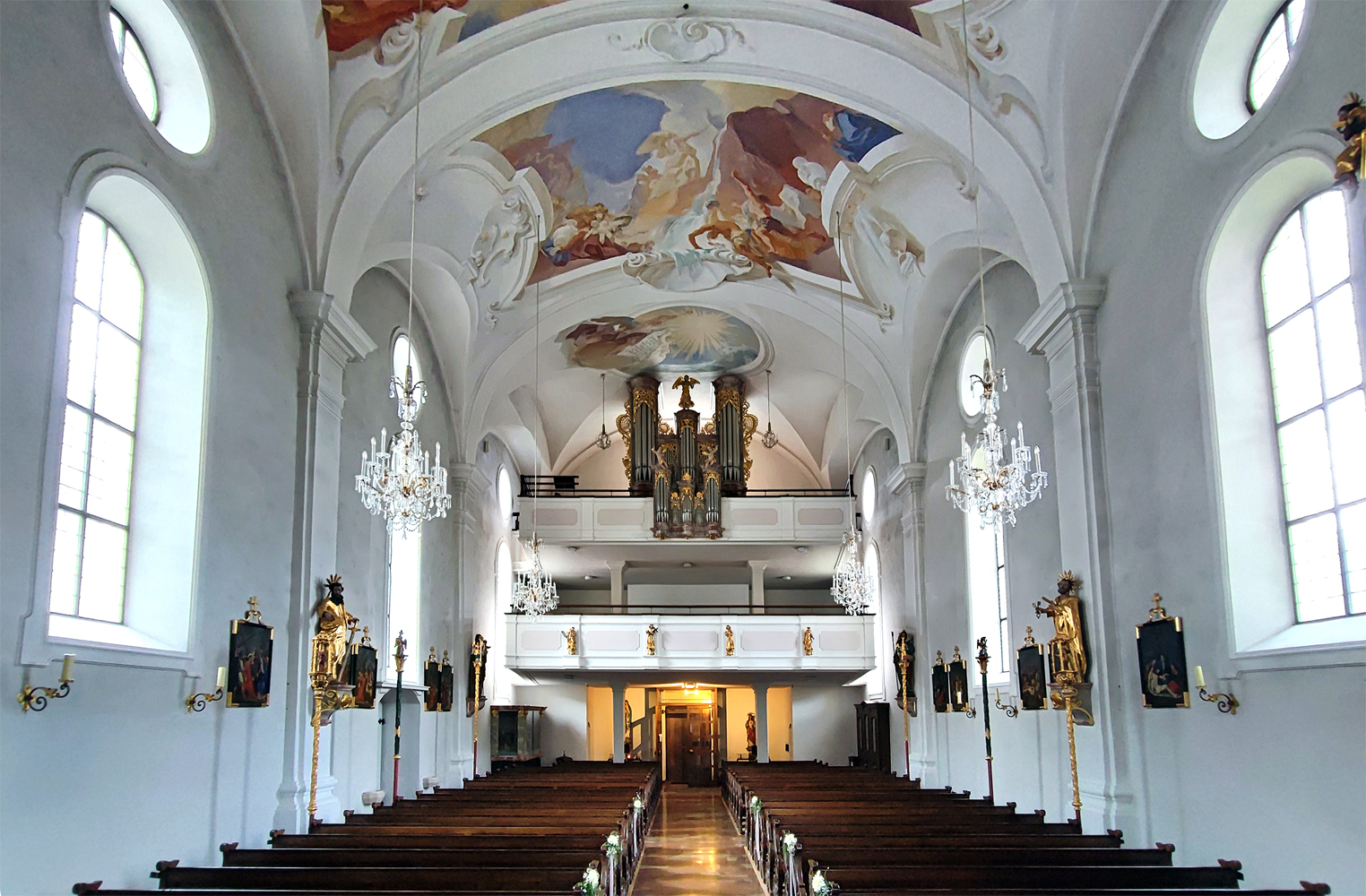
Pfarrkirche Fieberbrunn, Blick zur Empore

Für den Hochaltar wurde ein ehemaliger Seitenaltar aus Aschach an der Donau vergrößert. Das Altarbild zeigt die Auferstehung Christi und wurde um 1700 gemalt. Die flankierenden Engel von Paul Mödlhammer (um 1730) stammen aus der Wallfahrtskirche Maria Kirchental, die Dreifaltigkeitsgruppe (um 1750) im Auszug aus Muhr im Lungau.
Für die 1983 unter Verwendung originaler Teile gebauten Seitenaltäre konnten die beiden ursprünglichen Altarblätter aus Privatbesitz zurückerworben werden. Die von Simon Benedikt Faistenberger gemalten Bilder zeigen am rechten Seitenaltar die Schlüsselübergabe an Petrus (1728) und am linken Seitenaltar die Krönung Mariens (1754).
Die Kanzel stammt aus der ersten Hälfte des 18. Jahrhunderts. Der Schalldeckel wird von Figuren des Guten Hirten und der vier Evangelisten bekrönt. An der Wand gegenüber der Kanzel befindet sich eine Immaculatastatue aus der Zeit um 1730.
Die 1982/83 von Wolfram Köberl geschaffenen Fresken haben das Wasser zum Thema. Die fünf Bilder zeigen, im Gewölbe über der Orgel beginnend, den Geist Gottes über den Wassern der Urflut schwebend, Moses, der in der Wüste Wasser aus dem Felsen schlägt, die Taufe Jesu im Jordan und Jesus und die Samariterin am Jakobsbrunnen. Das Ovalbild des Altarraums zeigt den Gekreuzigten als Quell des Lebens, zu dem eine Gruppe von Heiligen, angeführt von den beiden Kirchenpatronen Primus und Felizian, strömt.

## Glocken
Im Kirchturm befinden sich vier Glocken, die 1948 von der Glockengießerei Oberascher aus Salzburg gegossen wurden und in der Tonfolge des1–f1–as1–b1 gestimmt ist. Das Gesamtgewicht der Glocken beträgt ca. 4000 Kilogramm, allein die große Glocke hat ein Gewicht von ungefähr 2000 Kilogramm.